# Marisha Ray
Marisha Ray Huber, nota professionalmente come Marisha Ray (Mount Washington, 10 maggio 1989), è una doppiatrice e conduttrice televisiva statunitense.
È nota principalmente per essere membro fondatore e parte del cast artistico ed amministrativo della webserie Critical Role, basata sul gioco di ruolo Dungeons & Dragons. Inoltre nella sua carriera ha dato voce a diversi personaggi di videogiochi tra cui Margaret in Persona 4 Arena Ultimax e Persona Q: Shadow of the Labyrinth, Laura S. Arseid in The Legend of Heroes: Trails of Cold Steel e Miranda in Metal Gear Survive.
È sposata con il collega Matthew Mercer.